# Îlet Furcy
Îlet Furcy est une localité de l'île de La Réunion, département d'outre-mer français dans le sud-ouest de l'océan Indien. Il s'agit d'un îlet des Hauts situé dans un méandre de la rive gauche du Bras de Cilaos et surplombé par les hauts remparts que ce cours d'eau a creusés à l'est et à l'ouest dans le massif du Piton des Neiges. Il relève du territoire de la commune de Saint-Louis bien qu'il soit seulement desservi par la route qui grimpe à Cilaos, la route nationale 5, qui autrefois le traversait complètement.